# Kim Lamarre
Pour les articles homonymes, voir Lamarre.
Kim Lamarre est une skieuse acrobatique canadienne, née le 20 mai 1988. 
Elle participe aux jeux olympiques d'hiver de 2014 où elle remporte la médaille de bronze dans l'épreuve de slopestyle. En 2011, elle avait terminé quatrième de cette épreuve aux Championnats du monde.

## Famille
La grand-mère de Kim Lamarre, Ginette Séguin, participe aux Jeux olympiques d'hiver de 1956 à Cortina d'Ampezzo en Italie et prend part aux épreuves de descente, de slalom et de slalom géant en ski alpin.
Elle est la fille d'Andrew Lamarre, ancien représentant de Windsurfer à Québec et l'un des premiers pratiquants de la planche à voile à Québec.